# Nazionale maschile di rugby a 15 di Hong Kong
La nazionale di rugby a 15 di Hong Kong è inclusa nel terzo livello del rugby internazionale.